# چاه واگذاری شماره ۷
چاه واگذاری شماره ۷ یک منطقهٔ مسکونی در ایران است که در دهستان ریزآب واقع شده‌است. چاه واگذاری شماره ۷ ۱۸۸ نفر جمعیت دارد.